# كأس الاتحاد 1991
كأس الاتحاد 1991، هو الموسم 29 من  كأس فيد. أقيم خلال الفترة من 18 يوليو 1991، وحتى 28 يوليو 1991، وفاز فيه منتخب إسبانيا لكأس فيد.